# Grand Prix Adria Mobil
Der Grand Prix Adria Mobil ist ein slowenisches Straßenrennen. Das Eintagesrennen führt rund um die Stadt Novo mesto. Dieses Rennen wird gesponsert von Adria Mobil.
Das Radrennen wurde 2015 erstmals ausgetragen. Seitdem ist das Rennen Bestandteil der UCI Europe Tour und dort in der UCI-Kategorie 1.2 eingestuft.
Premierensieger wurde Marko Kump aus Slowenien.

## Sieger
| Jahr | Sieger              | Zweiter             | Dritter            |          |
| ---- | ------------------- | ------------------- | ------------------ | -------- |
| 2015 | Marko Kump          | Filippo Fortin      | Mattia Gavazzi     |          |
| 2016 | Filippo Fortin      | Alberto Cecchin     | Eugenio Bani       |          |
| 2017 | Antonio Parrinello  | Nicola Gaffurini    | Stanislau Baschkou |          |
| 2018 | Filippo Fortin      | Nicola Venchiarutti | Jiří Polnický      |          |
| 2019 | Marko Kump          | František Sisr      | Daniel Auer        |          |
| 2020 | abgesagt            | abgesagt            | abgesagt           | abgesagt |
| 2021 | Marijn van den Berg | Filippo Fiorelli    | Adam Ťoupalík      |          |
| 2022 | Maciej Paterski     | Nicola Venchiarutti | Andrea Debiasi     |          |
| 2023 | Tilen Finkšt        | Filippo Fortin      | Luca Colnaghi      |          |
| 2024 | Žak Eržen           | Jakub Mareczko      | Simone Buda        |          |